# Guntramsdorf

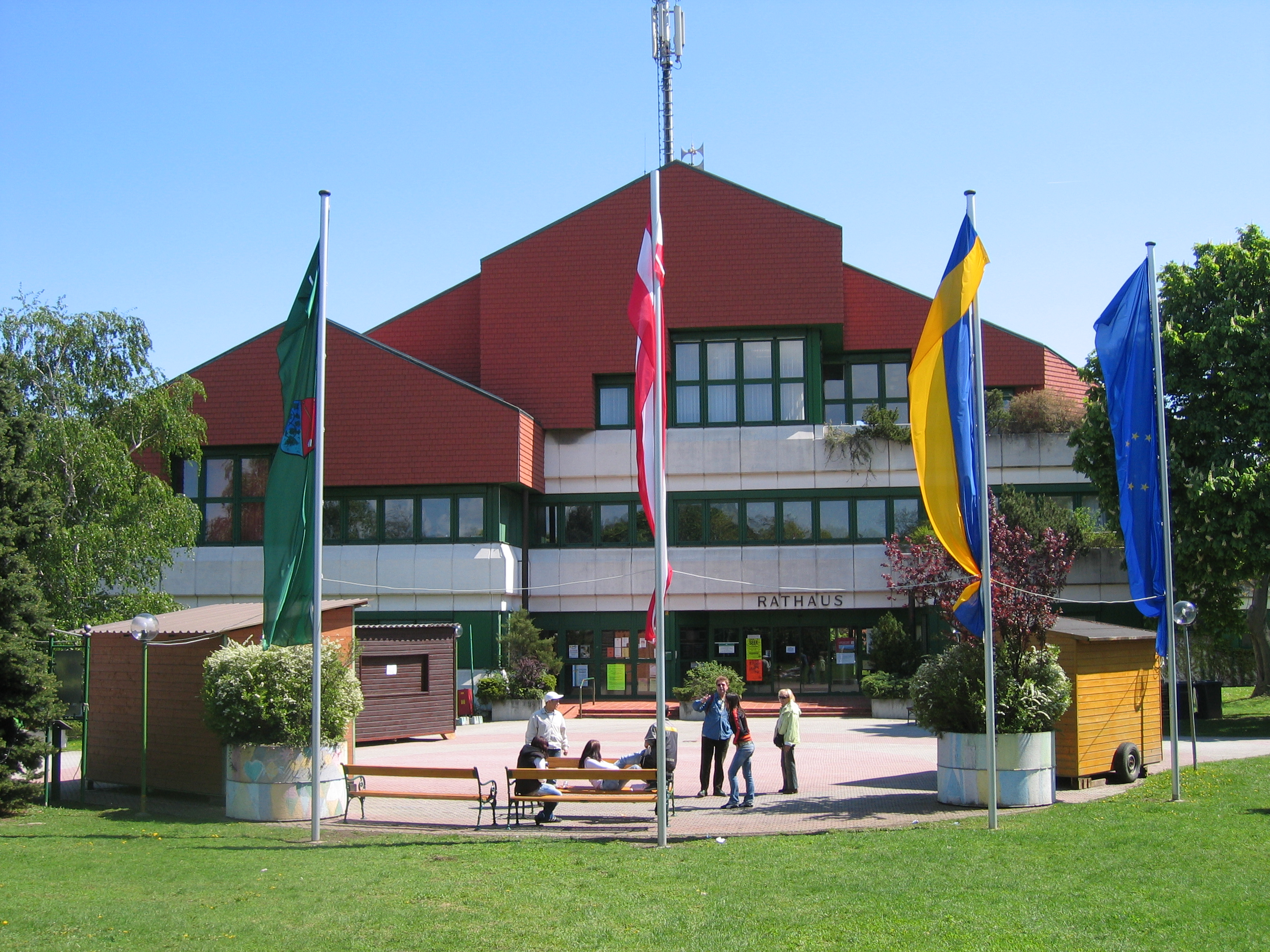
Radnice

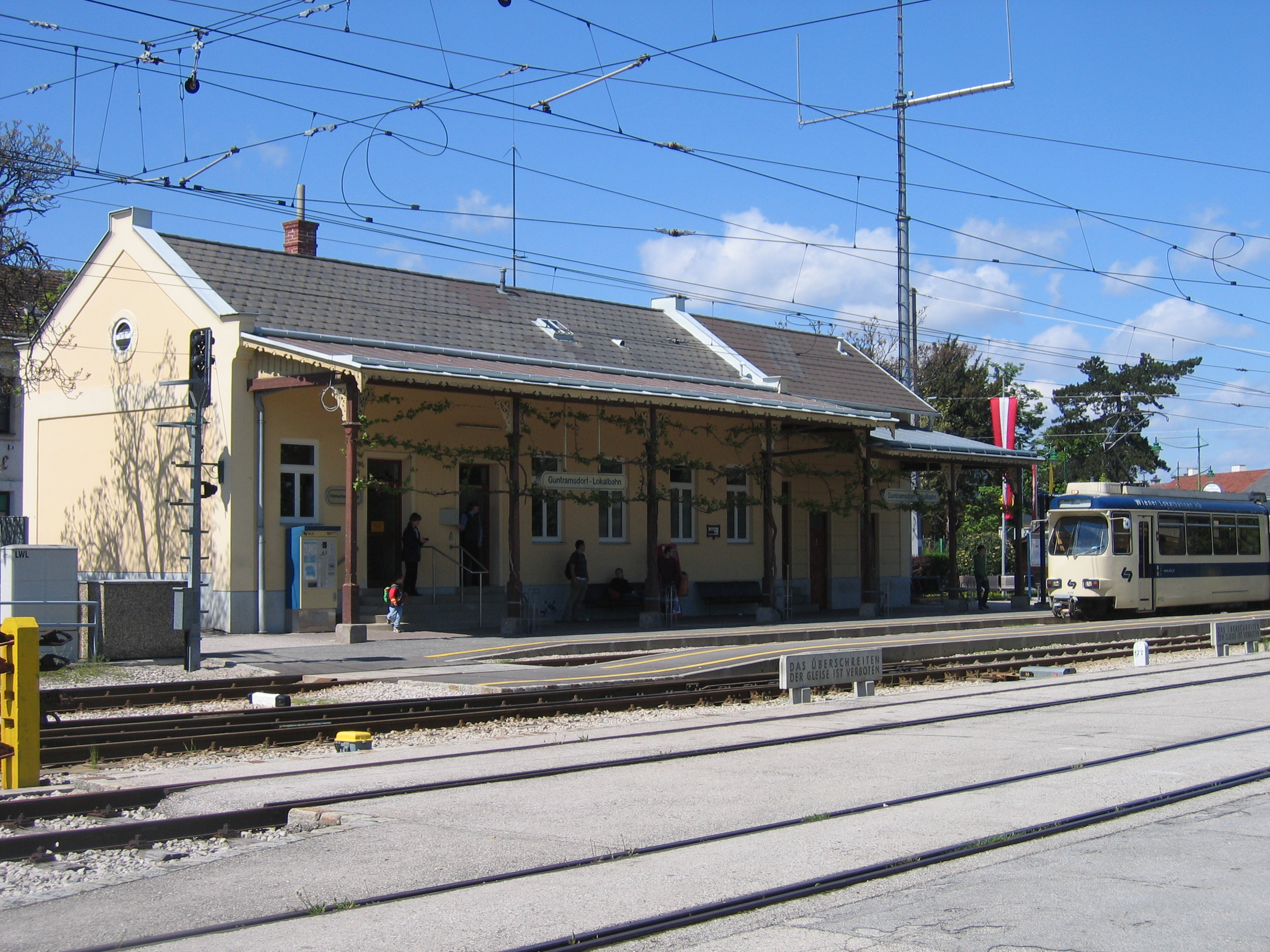
Nádraží

Guntramsdorf je městys v Industrieviertelu, okrese Mödling v Dolních Rakousích.

## Geografie

### Poloha
Obec leží v teplotním pásmu na západním okraji Vídeňské pánve. Větší část obce je na rovinném terénu. Jen staleté "Weingärten" (vinohrady) jsou na stráních Eichkogelu (367 m nad mořem) a Anningeru (675 m) na okraji Vídeňského lesa. Krajinu i osídlení ovlivňuje několik rybníků. Některé z nich jsou otevřeny pro veřejnost na koupání a příměstskou rekreaci. Jeden z nich zvaný "Ozean" je v části obce "Neu-Guntramsdorf". Druhý „Windradlteich“ je poblíž „Altortu“. Oba rybníky jsou přímo vedle vídeňské Neustädterské silnice B17. U jižního okraje obce přímo na hranici Traiskirchenu (hranice katastrálního území Möllersdorf) je soukromý rybník označovaný jako "Ozean II".
Většina rybníků na území vznikala kolem roku 1900, když se v hliništích po vytěžení cihlářské hlíny inazvedala hlad spodní vody.

### Části obce
Obec má jen jedno katastrálního území. Většina osídlení je v tzv. "Altortu" (stará obec). Ve třicátých letech 20. století, asi 2 kilometry severně na břehu rybníka "Ozean", vznikala nová část obce Neu-Guntramsdorf.
Mezi "Altortem" a "Neu-Guntramsdorfem" vznikla kolem roku 1980 oboustranná souvislá uliční zástavba. Potom asi v roce 2000 vzniklo ucelené sídliště.

### Sousední obce
Na severu obec sousedí s Wiener Neudorfem, severovýchodně je Biedermannsdorf, na východě Laxenburg, jihovýchodně Münchendorf, na jihu je Möllersdorf v okrese Baden, jihozápadně je Gumpoldskirchen, na východě Gaaden a severozápadně Mödling.

## Historie
Dějiny Dolních Rakous a jeho obcí jsou obdobné s dějinami celého Rakouska. Od 1. století až po 4. století byla oblast součástí Římské říše, provincie Pannonia.
Historická doba Guntramsdorfu začíná avarskou Východní markou. Kolem roku 800 za vlády Karla Velikého (742-814) začínají dějiny obce. Název Guntramsdorf vznikl od zakladatele „Guntrama". Podle listiny z roku 859  daroval hrabě Kocel, kníže z Pannonie (Uhry), majetek klášteru v Řezně (Regensburg). Jako svědci jsou uvedeni hrabě Ratpot a hrabě Guntram. Hrabě Guntram by mohl být zakladatelem Guntramsdorfu, protože jiný Guntram se v dokumentech nevyskytuje.
V době Leopolda III. Babenberského (1095–1136) se Guntramsdorf dostává do držení rytíře Heinricha II. von Kuenring († asi 1177). Tento rytíř se také nazýval Heinric de Gundrammisdorf. Své jméno dostal od hradu Guntramsdorf, ležícího mezi Mödlingem a Badenem. Toto opevněné rytířské sídlo se stalo patrně pozdějším zámkem. Ze zámku zůstal dnes jen barokní pavilon. Kolem roku 1200 se Guntramsdorf ocitá v držení vévodů von Mödling. V době mezi 1246 a 1365 byl Guntramsdorf v držení rytířského rodu von Guntramsdorf. Tento rytířský rod měl za Wisgrilla III. majetkové vztahy celostátní.
Podle údajů v obecní kronice Guntramsdorfu je zpráva, že ve středověku v oblasti dnešního hřbitova byl umělý rybník. Zvláštností této zprávy bylo, že výtěžek z rybolovu byl značný.
Po "anšlusu" Rakouska v roce 1938 se obec stala součástí 24. vídeňského okresu. V tomto období také klesla aktivita v první velké obytné zástavbě Guntramsdorfu ve 20. století. Zabaveny byly družstevní peníze již dříve připravené na výstavbu nové čtvrti u rybníka "Ozean".
V letech 1943 a 1944 na severu od "Neu-Guntramsdorfu“, u obce Wiener Neudorf, se budovala obrovská továrna na letadlové motory „(Flugmotorenwerke Ostmark)". K postavení a do provozu tohoto podniku byli nuceně nasazováni dělníci a vězni z koncentračního tábora Mauthausenu. Pro jejich ubytování bylo 1943 Guntramsdorferské obci přikázáno vybudovat větší pomocné lágry pobočky Mauthausenu a v nich ubytovat 3 170 vězňů. Na území tehdejších lágrů je dnes postaven památník, kde se konají každoročně vzpomínkové slavnosti lokálně organizované vedením škol a děkovných spolků.
První dubnový den 1945 došlo v prostoru Guntramsdorfu k těžkým bojům mezi oddíly německé 6. SS tankové armády pod velením Seppa Dietricha (1892-1966) a sovětským 3. ukrajinským frontem pod maršálem Fjodorem Ivanovičem Tolbuchinem (1594-1949). Na překvapivý průlom Tolbuchina do jižní Vídeňské pánve v noci z 1. dubna na 2. dubna bylo 2. SS tankovou divizí v prostoru Neusiedler See na jih od Vídně vybudováno obranné postavení na čáře od Gumpoldskirchenu přes Guntramsdorf a Laxenburg po Moosbrunn. Protože Tolbuchin však vedl své vojsko na západ od Vídně a generální útok od jihu na Vídeň neplánoval, způsoboval škody dělostřeleckým odstřelováním.
V roce 1954 byla obec spolu s jinými opět osamostatněna a stala se opět součástí Dolního Rakouska. Zásobování elektřinou zůstává stále ještě od Vídně a nikoliv od zemské rozvodné soustavy.

### Vývoj počtu obyvatel
V roce 1971 žilo zde 6 017 obyvatel, roku 1981 6 090, 1991 6 977 a v roce 2001 zde žilo 8 421 obyvatel.

## Doprava
Silniční síť: Guntramsdorf leží na Vídeňské Neustädterské cestě B17 (bývalá Terstská zemská cesta), jakož i na Jižní dálnici A2. Bezprostřední spojení A2 se silniční soustavou v Guntramsdorfu toho času není a zatím se již od roku 2006 jen projednává.
Železnice: ohledně napojení na železniční síť se jedná. Guntramsdorfské území bude napojeno na dvě prodloužené spolkové dráhy (Jižní dráha a Aspangbahn). Také soukromá dráha Badnerská má společné nádraží. Pro Rakousko je jedinečností v tom, že tato tři prodloužení nepotřebují budovat žádné křížení nebo spojky. Prostorově jsou všechny tři linky souběžné.

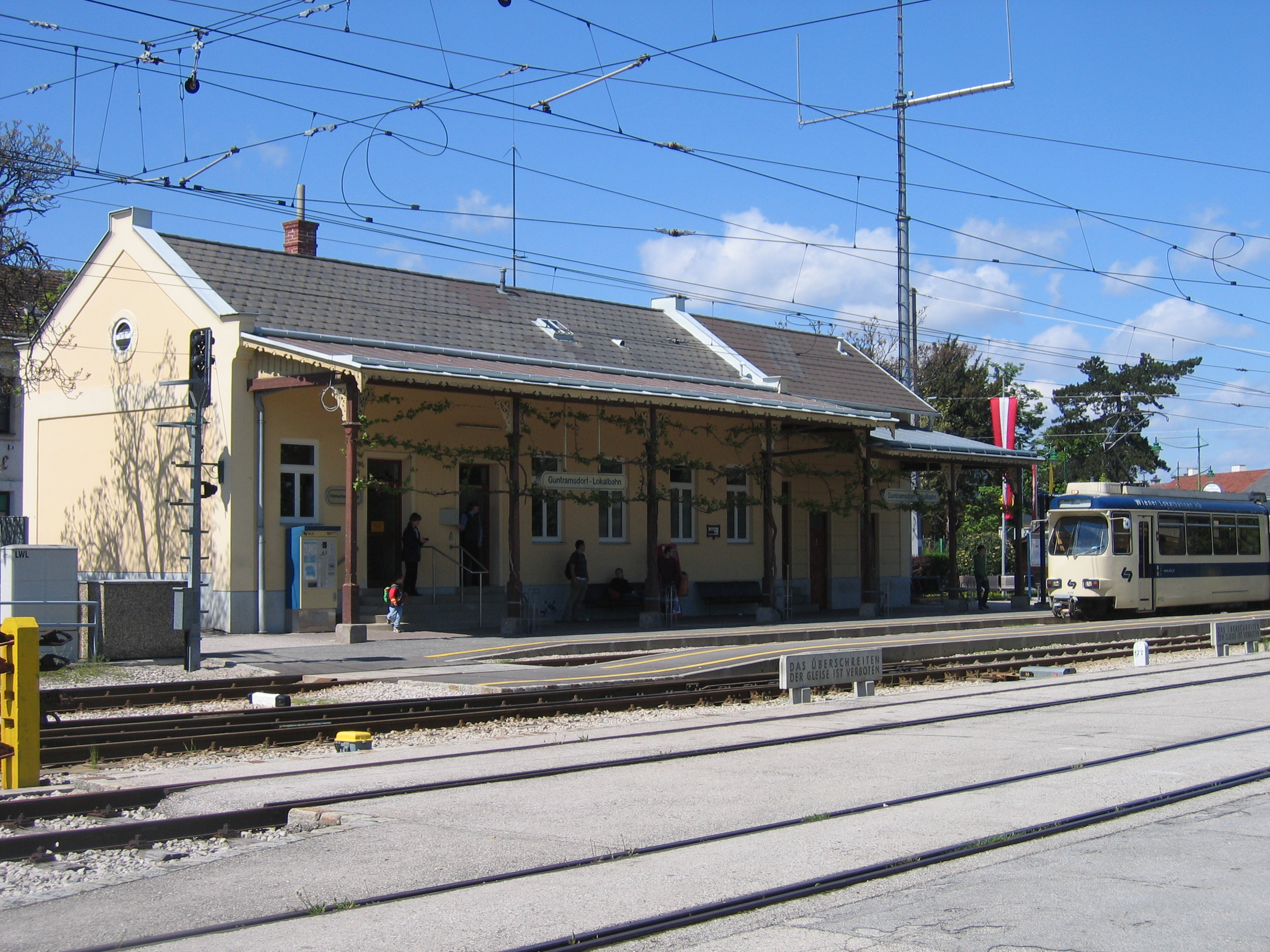
Bahnhof Guntramsdorf Lokalbahn

Navíc v průmyslovém centru "NÖ Süd" je rozsáhlé kolejiště, které částečně leží na území Guntramsdorfu. Napojení na železnici je možné přes vlečku, která na nádraží "Guntramsdorf Kaiserauauf" odbočuje od Aspangské dráhy.
V dopravní špičce je větší frekvence na lokální dráze. Zaměstnanci dojíždějící do spolkového hlavního města Vídně cestují převážně touto, tramvaji podobnou soukromou dráhou a v neposlední řadě po silnici B17 a A2, ale v době špičkového provozu jsou ohroženi zácpami.
Vodní cesta: Guntramsdorf leží na nejstarší umělé "Vodní cestě východního Rakouska" na tzv. Wiener Neustädtském kanále. Pozoruhodné jsou plavební komory, plánované Sebastianem von Maillard (1746-1822), a v letech 1797-1803 postavené Josephem Schemerlem von Leytenbach (1754-1844). Tento průplav od doby postavení železnice není jako dopravní cesta využíván. V oblasti Guntramsdorfu a Wiener Neustädtu budou břehy průplavu využívány jako cyklistické stezky.

## Hospodářství
Původní zemědělská obec se v druhé polovině 20. století změnila v důležitou průmyslovou oblast. Patří svou severní částí k průmyslovému centru „NÖ Süd“, které je administrativně spravováno společností "Eco Plus". Jsou zde i jiné velké průmyslové podniky, jako je továrna na barvy "DuPont" dříve "Stolllack" Herbert Turnauer (1907-2000), "Assmannmühle" a usídlili se tu i četné malé a středně velké podniky.
Další firmy v Guntramsdorfu:
- „Danfoss“ - rakouská firma regulační techniky
- "RWA Raiffeisen Ware Austria" - sklady
- "DuPont Performance Coatings" - barvy a laky

Jenom vinařství se zde přechovává přesčas. Guntramsdorf je znám v teplotním pásmu pěstováním vína. V místě je 25 provozovatelů "Heurigen".

## Výstavy a slavnosti
Koncem července jsou v Guntramsdorfu už asi 30 let pořádány "Jakobi-Tage" - svátky vína. Místní pěstitel vína nalévá na stáncích na "Kirchenplatzu" (kostelní náměstí). Za dva dny navštíví stánky asi 3 tisíce lidí.
Počátkem srpna navštívíme místo u rybníka "Ozean" při "Beach-Party". Svátek u hlavní "Reggae" je znám daleko za hranicemi okresu a každý rok je navštíven tisíci návštěvníky ze spolkového hlavního města Vídně.
Velmi oblíbeným je také Guntramsdorfský "Frühlings lauf", který byl vybojován v letech 2006 a 2008. Trať vede kolem "Windradlteichu" přes překrásné Guntramsdorfské vinohrady. Jedno kolo měří asi 5 275 m a osm kol odpovídá délkou maratónu. Běžet se může podle libosti mezi jedním a čtyřmi koly. V roce 2009 Guntramsdorfský "Frühlingslauf" nebyl zařazen do programu "Thermentrophy" a byl bez náhrady vyřazen.

## Pozoruhodnosti
Renovované vlastivědné muzeum, které vybudoval dřívější ředitel školy Ernst Wurth, je v dřívějším domě Karl Endlera, valcíře a rytce, který v letech 1914-1986 vyráběl nástroje pro potiskování textilu. V muzeu jsou také ukázky z jeho práce.

## Sport
V Guntramsdorfu je několik možností sportovního vyžití: od kopané, volejbalu, stolního tenisu až po judo. Spolek judo ATUS Guntramsdorf, nejstarší sdružení Dolních Rakous, je obzvlášť úspěšný. Jejich mužstvo vychovalo již četné dolnorakouské zemské mistry v několika hmotnostních třídách.
Zvlášť úspěšný je také stolní tenis, spolek založený 1985 byl a patří od počátku dorostu - jako jádro země Dolního Rakouska.

## Osobnosti
- Franz Josef Mayer-Gunthof (1894-1977) - průmyslník, prezident "Průmyslové společnosti" (1960-1972)
- Joseph Schoiswohl (* 3. ledna 1901 v Guntramsdorfu, † 26. února 1991 ve Vídni) - katolický diecézní biskup v Graz-Seckau
- Mongo Stojka (* 1929) - přežil koncentrační tábor. Jeho synem je jazz-kytarista Harri Stojka (* 1957)
- Josef Staudinger (* 1949) - dřívější prezident "Dělnické komory" Dolního Rakouska, dřívější starosta Guntramsdorf (SPÖ), odborový funkcionář svazu dřevařských dělníků
- Gabriele Heinisch-Hosek (* 1961) - spolková ministryně
- Ernst Aigner (* 1966) - dřívější profesionální fotbalista u "Austria Wien" a národní účastník na mistrovství světa v Itálii
- Christopher Drazan (* 1990) - profesionální fotbalista u "SK Rapid Wien"